# Format 70 mm

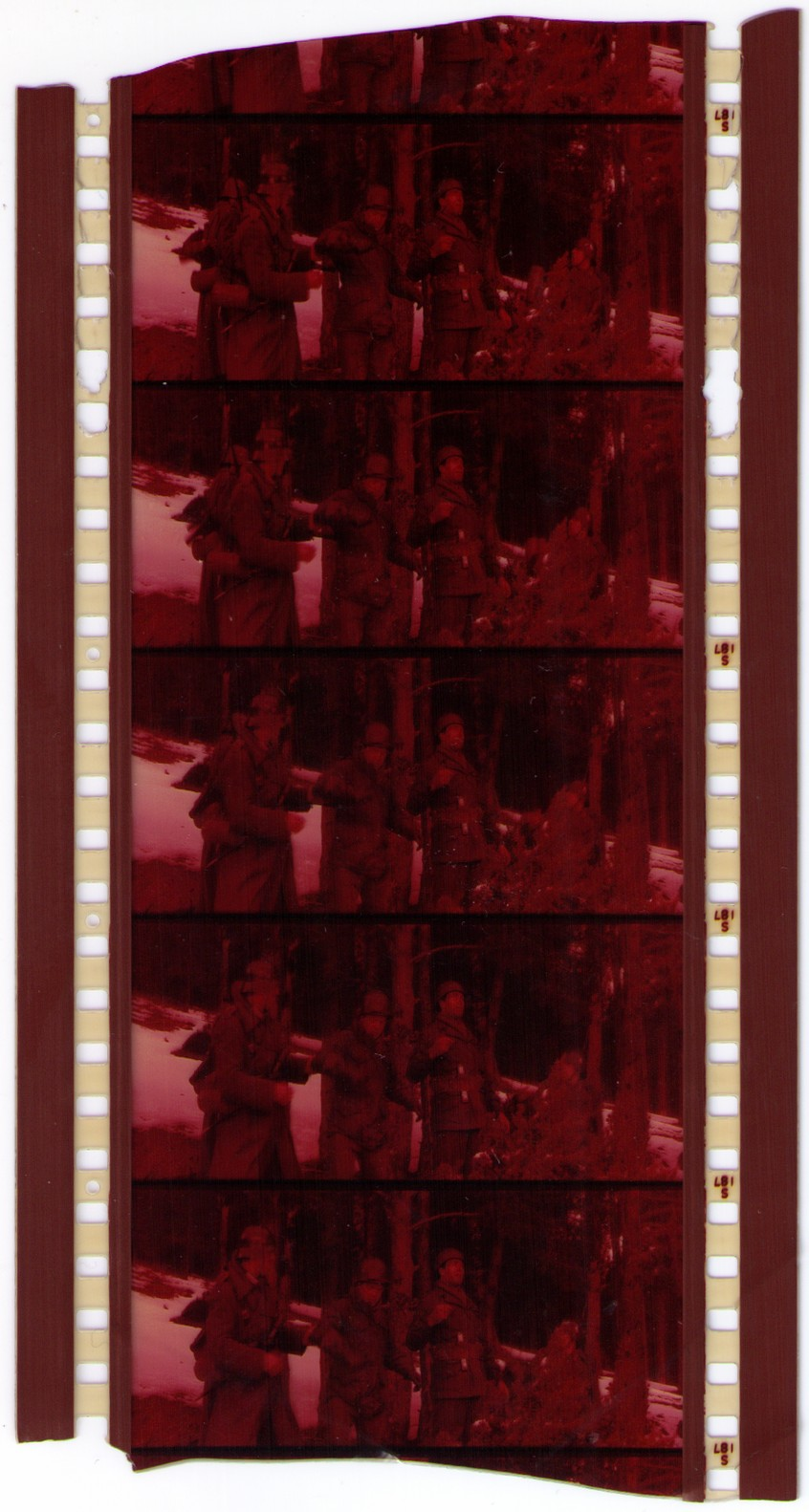
Film 70 mm.

Le format 70 mm est le format de pellicule cinématographique de 70 mm de largeur en projection et de 65 mm en prise de vues. Après quelques essais sans suite dans les années 1930 il sera popularisé au cinéma à partir des années 1950.
La différence de largeur est due à l’absence de piste sonores sur le négatif.
En outre l’avance à chaque image est de cinq perforations contre quatre pour le format 35 mm traditionnel.
Cette plus grande surface de film permet d’obtenir plus de détails et une meilleure qualité par rapport à une copie 35 mm. Les 5 mm supplémentaires sur les copies d’exploitation permettent de remplacer la piste optique (qui restera monophonique jusqu’à l’apparition des réducteurs de bruit) par six pistes magnétiques. Finalement le 70 mm six pistes offre une richesse visuelle et sonore inégalée.
Le format 70 mm est encore utilisé par le procédé IMAX (dans le sens horizontal), le Showscan (en 60 images par seconde) ainsi que par des formats plus confidentiels destinés aux parcs d’attraction.

## Premières expérimentations
Les premières prises de vues en grand format (65 mm) datent de 1884. Dès 1896, plus de mille films sont tournés en 62 mm. Dans les années 1920, apparait le système Magnapax qui permet la projection sur des écrans géants de près de 600 mètres carrés.

## Genèse
Le développement de la télévision dans les années 1950 est peut-être à l’origine du regain d’intérêt de l’industrie cinématographique pour les formats larges.
En 1952, le procédé Cinérama est inventé. Il est complexe car composé de trois films 35 mm projetés côte à côte pour obtenir une image unique très large. De nombreux problèmes tant à la prise de vue, qu’au tirage des films ou à la projection rendent ce procédé délicat à mettre en œuvre et limitent son développement.
En 1953, le CinemaScope apparaît, utilisant toujours un film 35 mm, mais avec une optique permettant de comprimer horizontalement l’image pour obtenir un rapport allant de 2,35:1 à 2,66:1.
En 1954, la VistaVision naît. C’est toujours un film de 35 mm qui est utilisé, mais cette fois-ci horizontalement donc en utilisant une plus large surface de pellicule pour chaque image qui avance sur huit perforations.
En 1955, Michael Todd, qui avait participé au Cinérama, contacte le Dr Brian O'Brien de la American Optical Company pour mettre au point un procédé plus simple, n’utilisant qu’un seul film, donc une seule caméra et un seul projecteur. C’est la naissance du Todd-AO, un vrai format 70 mm à 30 images par seconde et qui sera finalement ramené à 24 images par seconde.
Oklahoma ! est le premier film projeté en 70 mm Todd-AO au Rivoli à New York fin 1955.

## L'âge d'or
Procédé lourd et coûteux, nécessitant des caméras, du film et des projecteurs spécifiques, ce sont surtout trois pays qui ont pu se permettre de s'engager dans l'aventure du 70 mm : les États-Unis, l'URSS et la République démocratique allemande. Aux États-Unis, diverses formules ont été développées par des fabricants pour les studios comme la MGM Camera 65, la Panavision 70, l'Ultra-Panavision 70, le Super-Technirama 70 en 1958, la Super Panavision 70 en 1962, le MCS-70 Superpanorama en 1962 également, le Dimension 150 en 1966. En Union soviétique, des tournages ont régulièrement fait appel au 70 mm de la fin des années 1950 à 1990, avec des procédés plus durables comme Kinopanorama 70 (qui utilise un négatif 70 mm) et le Sovscope 70 (1960-1990), avec lequel sont tournés de nombreux longs-métrages, partiellement ou non, (comme Derzou Ouzala). En RDA, un système est également mis sur pieds avec des films Orwo, le DEFA 70, utilisé essentiellement entre 1967 et 1973 pour quelques films de prestige (Goya, l'hérétique), ou de science-fiction (Eolomea). En Allemagne de l'Ouest, enfin, une nouvelle tentative voit le jour à la fin des années 1980, le ARRI 765 (en 1989).
Les films sont pour la majorité tournés en 70 mm, des années 1950 à 1970. Le premier film français tourné en 70 mm est La Tulipe noire de Christian-Jaque, suivi entre autres par Playtime de Jacques Tati (tourné de 1964 à 1967).
Pour la projection 70 mm, le Kinopanorama, situé à Paris, a été l'une des salles de référence au niveau international avant d'être racheté par le circuit Gaumont qui le conduisit à sa fermeture.

## Actuellement[Quand?]

### Projections en70mm
Très peu de films sont encore tournés en 70 mm pour des raisons essentiellement économiques, mais les projections de tirages 70 mm à partir de négatifs 35 mm (technique appelée « gonflage », ou « blow-up » en anglais) se sont poursuivies régulièrement. Plus de 300 films ont ainsi bénéficié de ce traitement de faveur, comme Apocalypse Now (1979) de Francis Ford Coppola. Du côté du son, les copies 70 mm offrent une bande son composée de six pistes magnétiques distinctes offrant une qualité et des possibilités comparables aux systèmes de son numérique utilisés actuellement au cinéma et sur DVD. L’apparition du son numérique dans les cabines de projection dans les années 2000 permet d’offrir une bande son équivalente, si ce n’est meilleure, en 35 mm et en 70 mm. Dès lors, les surcoûts induits par le tirage de copies 70 mm, la gestion d’un parc de copies hétérogènes et le durcissement des réglementations liées à l’environnement eurent raison des gonflages 70 mm.
Après leur restauration, des films plus anciens tournés en 70 mm ont aussi été projetés en 70 mm dans le cadre de projections de prestige, comme Lawrence d’Arabie (1962) de David Lean ou Playtime (1967) de Jacques Tati.
Faubourg 36, une comédie de Christophe Barratier sortie en septembre 2008, a pu bénéficier de quelques copies en 70 mm.
En janvier 2016, Quentin Tarantino tente le pari de remettre au goût du jour le format 70 mm anamorphosé avec le tournage et la sortie en salles de son film Les Huit Salopards. Pour cela il fit rénover les MGM caméra 65 Ultra Panavision 70 ratio : 2,76:1 mises au point pour le tournage de Ben-Hur réalisé en 1959 par William Wyler. Aux États-Unis, le film sera diffusé dans ce format dans 100 salles uniquement, du fait de la raréfaction du matériel de projection approprié.

En dehors du coût prohibitif des copies 70 mm, un autre problème est celui de l'usure extrêmement rapide des pistes sonores magnétiques et de l'encrassement des têtes de lecture. En juillet 2017, Dunkerque, film réalisé par Christopher Nolan, est disponible en 70 mm dans certaines salles, mais les copies tirées en 70 mm disposent dorénavant du son numérique DTS : le son est lu par un disque dur synchronisé avec le timecode inscrit sur la pellicule.
En France, quelques salles sont encore équipées pour la projection en 70mm: 
- le Cinéma Grand Mercure d’Elbeuf
- le Kinepolis à Lomme
- La Cinémathèque Française
- L'Arlequin et la "grande salle" du Grand Rex à Paris

### Projections en cinéma numérique
Films tournés en 70 mm disponible en DCP (cinéma numérique) après restauration :
- Ben-Hur (MGM Camera 65) - 2,76:1 - 1959
- West Side Story (Panavision 70) - 2,20:1 - 1961

### IMAX et Showscan
En 1970, IMAX Corporation, utilise le format 70 mm horizontalement et passe d’une surface de 48 × 22 mm à une surface record de 69 × 48 mm, soit trois fois plus grande. Dans ce format, le son sera placé sur un support séparé. Ce format est en train de disparaître dans les salles IMAX au profit de la projection numérique 2K. À partir de 2013, les salles IMAX commenceront à s'équiper en projecteurs 4K Laser, seule projection numérique capable de retranscrire les émotions de la projection 70 mm. Concernant les salles IMAX Dôme (Omnimax), de la projection 8K est à l'étude pour un équipement des salles à partir de 2014.
Le procédé Showscan utilise aussi un film 70 mm à défilement vertical sur cinq perforations, projeté à 60 images par seconde. Il était utilisé par exemple dans quelques salles du Futuroscope (remplacées depuis par des dispositifs numériques)

### Effets spéciaux
Certains effets spéciaux ont utilisé le 70 mm pour maintenir une haute qualité à l’image malgré les nombreux traitements photographiques (par exemple, Rencontres du troisième type en 1977, Blade Runner en 1982, etc.). Cette utilisation a tendance à disparaître avec la généralisation des effets spéciaux numériques.
Quelques films de science-fiction ont par ailleurs été entièrement tournés en 70 mm, comme 2001, l'Odyssée de l'espace (Super-Panavision 70 et Todd-AO, 1968) ou Signal, une aventure dans l'espace (DEFA 70, 1970).